# Alex Katz

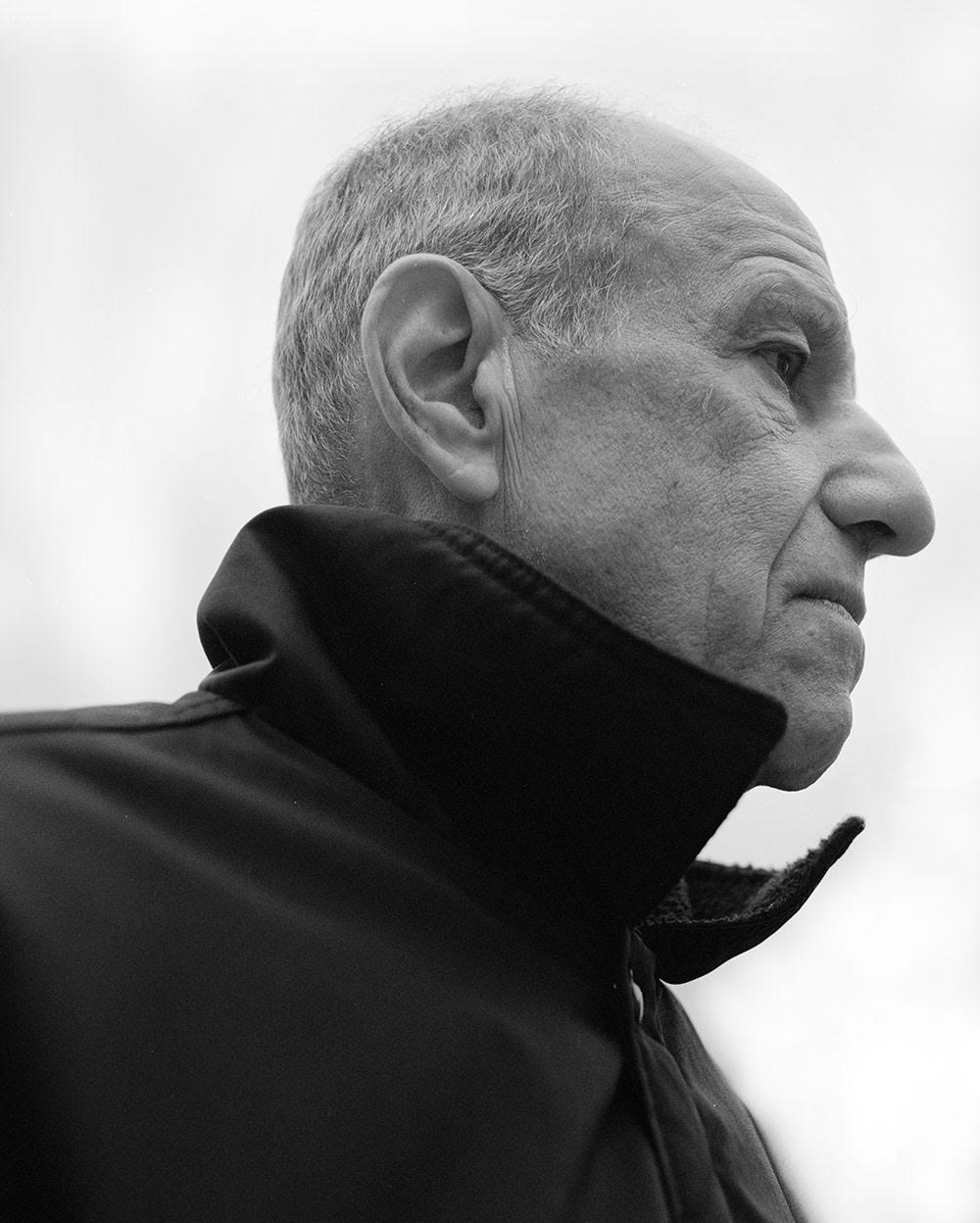
Alex Katz fotografiert von Oliver Mark, Berlin 2006

Alex Katz (* 24. Juli 1927 in Brooklyn, New York) ist ein US-amerikanischer Maler. Sein Werk ist dem modernen Realismus und der Pop Art zuzuordnen. Ein Großteil seiner Bilder sind Porträts, aber er schuf auch Landschaften und Architekturbilder.

## Leben
Katz wurde als Sohn russisch-jüdischer Einwanderer geboren und wuchs im New Yorker Stadtteil Queens auf. Sein Vater war ein Kaufmann, seine Mutter Theaterschauspielerin. Von 1946 bis 1949 studierte Alex Katz an der Cooper Union Art School in New York, einer Kunstakademie, die der französischen Avantgarde nacheiferte. Anschließend ging er bis 1950 an die Skowhegan School of Painting and Sculpture in Skowhegan, Maine.
Seine erste Einzelausstellung 1954 in der Roko Gallery in New York war ein Misserfolg. 1960 und 1964 entwarf er Bühnenbilder und Kostüme für die Auftritte der Paul Taylor Dance Company beim Spoleto Festival. 1972 erhielt er ein Guggenheim-Stipendium für Malerei. 1994 wurde Alex Katz zum Mitglied (NA) der National Academy of Design gewählt. Im selben Jahr richtete die Cooper Union Art School eine Gastprofessur ein, finanziert mit dem Verkaufserlös aus zehn von Katz gespendeten Bildern. Im April 2001 war Alex Katz Gaststipendiat der American Academy in Berlin. Seit 1988 ist er Mitglied der American Academy of Arts and Letters. 2024 erhielt er die National Medal of Arts (für 2023).
Katz lebt in New York und Maine.

## Werk
Charakteristisch für die Porträts von Katz sind überlebensgroße Brustbilder und Köpfe und ihre vereinfachte, flächenhafte, fast schablonenartige Gestaltung, wobei der Gesichtsausdruck, ähnlich wie auf Werbeplakaten, auf das Wesentliche reduziert ist.
Folgende Galerien und Museen im deutschen Sprachraum besitzen Werke von Alex Katz:
- Deutschland: Neue Galerie (Aachen), Sinclair-Haus (Bad Homburg), Museum Brandhorst (München), Dortmunder U (Dortmund), Neue Nationalgalerie (Berlin), Sammlung Würth (Künzelsau)[3], Reutlinger Kunstmuseum Spendhaus
- Österreich: Essl Museum - Kunst der Gegenwart, Graphische Sammlung Albertina, Museum Moderner Kunst Stiftung Ludwig (alle in Wien)
- Schweiz: Musée cantonal des beaux-arts (Lausanne), Daros Foundation (Zürich)

## Wichtige Ausstellungen
- 1954: Paintings, Roko Gallery, New York
- 1988:  A Print Retrospective, Brooklyn Museum of Art, New York
- 1995: American Landscape, Kunsthalle Baden-Baden
- 1996: A Drawing Retrospective, Wanderausstellung des Munson-Williams Proctor Institute, Utica, New York
- 1998: Twenty Five Years of Painting The Saatchi Collection, London
- 2002: In Your Face, Kunst- und Ausstellungshalle der Bundesrepublik Deutschland, Bonn
- 2003: Cutouts, Deichtorhallen, Hamburg
- 2004: Cartoons and Paintings, Graphische Sammlung Albertina, Wien
- 2009: An American Way of Seeing,  Museum Kurhaus Kleve, Kleve
- 2010: Prints, Paintings, Cutouts, Kunsthalle Würth, Schwäbisch Hall
- 2011: Cool Prints, Jüdisches Museum Frankfurt; Naked Beauty, Kestnergesellschaft, Hannover
- 2012: Der perfekte Augenblick, Museum Ostwall, Dortmund
- 2012: Alex Katz, Essl Museum, Klosterneuburg/Wien
- 2013: Alex Katz: Landscapes, Museum Haus Konstruktiv, Zürich
- 2013: Alex Katz: New York/Maine, Museum der Moderne Salzburg
- 2014: Zeichnungen, Kartons, Gemälde. Aus der Sammlung der Albertina. Albertina, Wien
- 2014: Alex Katz: 45 Years of Portraits, 1969–2014, Galerie Thaddaeus Ropac, Paris-Pantin
- 2015: Alex Katz at the Met, Metropolitan Museum of Art, New York
- 2015: This is Now, Guggenheim Museum Bilbao, Bilbao
- 2017: Black and White Tampa Museum of Art, Tampa, Florida
- 2017: Brand-New & Terrific: Alex Katz in the 1950s Cleveland Museum of Art, Cleveland; 2018 auch Neuberger Museum of Art, Purchase, New York
- 2018: Alex Katz: Models and Dancers, Lotte Museum of Art, Seoul, Korea
- 2018: Alex Katz, Museum Brandhorst, München[4]
- 2019: Alex Katz. Bigger is Better, Ludwig Museum Koblenz[5]
- 2022: Alex Katz, Museo Nacional Thyssen-Bornemisza, Madrid[6]
- 2022: Alex Katz. Gathering, Solomon R. Guggenheim Museum, New York[7]
- 2023: Alex Katz - Cool Painting, Albertina, Wien[8]

## Film
2002 drehte der deutsche Kunstkritiker und Filmemacher Heinz Peter Schwerfel einen 60-minütigen Film mit dem Titel Alex Katz - What about style?